# Vișeu
 (juillet 2014).
Si vous disposez d'ouvrages ou d'articles de référence ou si vous connaissez des sites web de qualité traitant du thème abordé ici, merci de compléter l'article en donnant les références utiles à sa vérifiabilité et en les liant à la section « Notes et références ».
La Vișeu (en hongrois : Visó, en allemand : Wischau) est une rivière roumaine du județ de Maramureș, et un affluent de la Tisza, donc un sous-affluent du Danube.

## Géographie
La Vișeu prend sa source dans les Monts Rodna (Munții Rodnei), près du col de Prislop à 1 409 m d'altitude avant de couler dans le sens sud-est nord-ouest au sud des Monts Maramureș (Munții Maramureșului) et de se jeter dans la Tisza à la frontière ukrainienne, dans la commune de Valea Vișeului à 330 m d'altitude.
Elle traverse successivement les localités de Borșa, Moisei,  Vișeu de Sus, Vișeu de Jos, Leordina, Petrova, Bistra et Valea Vișeului.

## Hydrographie
La Vișeu est un affluent de la rive gauche de la Tisza. Ses principaux affluents sont la Vaser et la Ruscova sur sa rive droite.